# Fara v Šonově
Fara v Šonově je pozdně barokní budova číslo popisné 83, která se nachází na pozemku parcelní číslo st. 149/3 v Šonově u Broumova v okrese Náchod v Královéhradeckém kraji. Fara je zapsána na seznamu nemovitých kulturních památek České republiky.

## Historie
V Šonově byla postavena dřevěná fara v roce 1674. Vyhořela v roce 1775. V roce 1782 byla farářem K. Kurzem postavena současná fara ve stylu pozdního baroka. Náklady na stavbu činily 3 000 zlatých. V roce 1825 byla klasicistně upravena. V létě roku 1945 byla fara dvakrát vyrabována a místní kněží byli 24. srpna téhož roku při svévolné akci místních ozbrojenců bezdůvodně odvlečeni do lesa a zastřeleni. 
V roce 1991 bylo požádáno o zrušení statutu kulturní památky. Žádost byla dne 4. listopadu 1991 odborem památkové péče Ministerstva kultury České republiky zamítnuta.
Objekt je neudržovaný, v havarijním stavu. V roce 2009 bylo navrženo odstranění havarijního stavu, statické zajištění obvodových zdí a kleneb a obnova krovu a nové zastřešení. Navrhované opravy ale nebyly vlastníkem provedeny. Šonovská fara je zapsána na seznamu ohrožených nemovitých památek.
Od roku 2015 usiluje o získání památky sdružení Omnium.

## Popis
Obdélníková kamenná stavba orientovaná ve směru jihozápad - severovýchod. Delší průčelí (severozápadní a jihovýchodní) mají čtyři okenní osy, kratší průčelí (jihozápadní a severovýchodní) mají dvě okenní osy. Průčelí jsou členěna bosáží a pásovou kordonovou římsou.
Mansardová střecha je kryta francouzskou břidlicí. Ve středu tří průčelí jsou segmentově zaklenuté vikýře s volutovými boky.
Chodba napříč domem i další místnosti v přízemí jsou zaklenuty valenou klenbou s lunetami nebo křížovou klenbou. Tříramenné schodiště je zaklenuto českou plackou, klenba je zdobena štukovými růžicemi.

## Stav památky v roce 2018

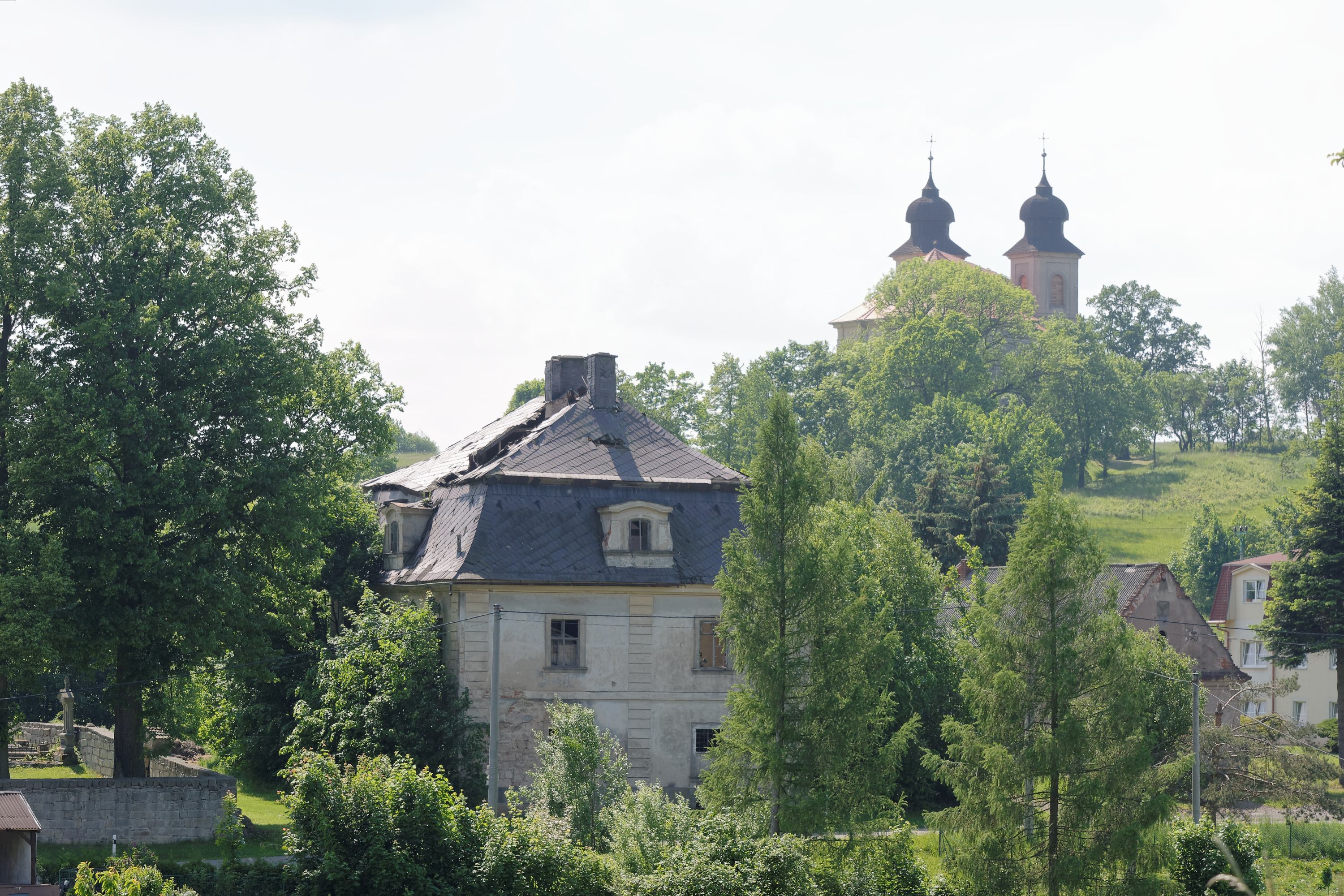
Fara v Šonově, v pozadí kostel svaté Markéty
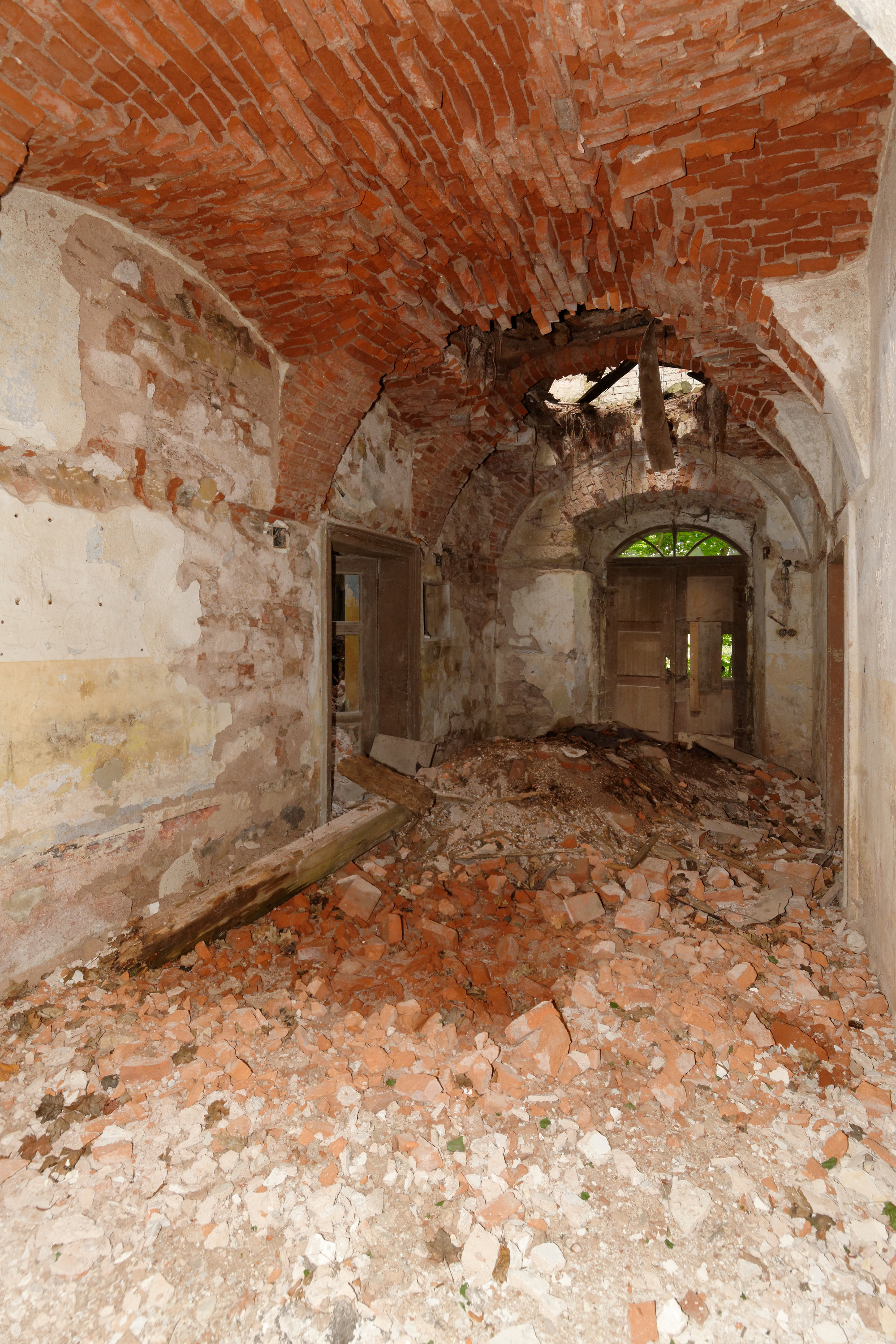
Chodba v přízemí, stav 2018
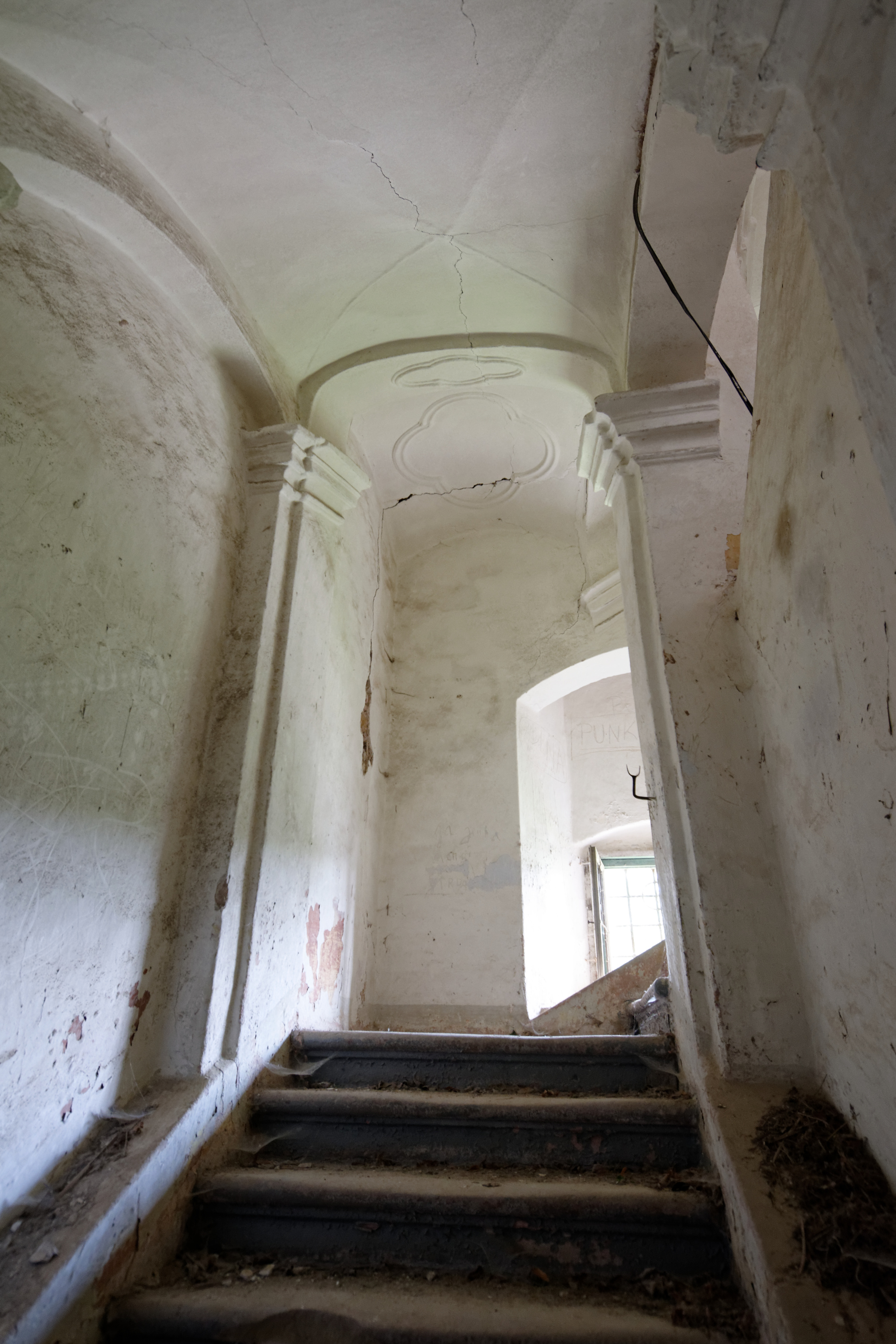
Schodiště do patra, stav 2018
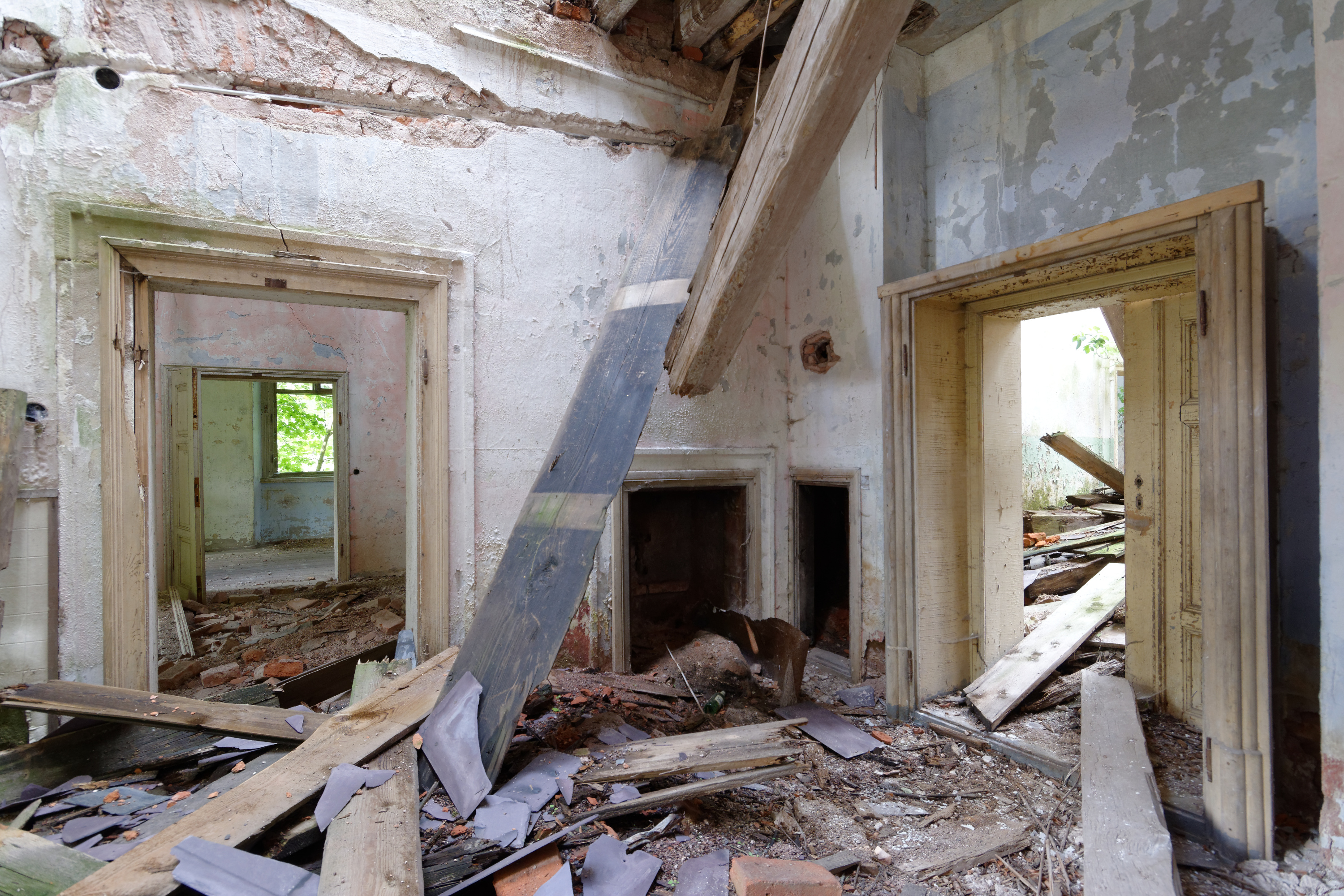
První patro, stav 2018
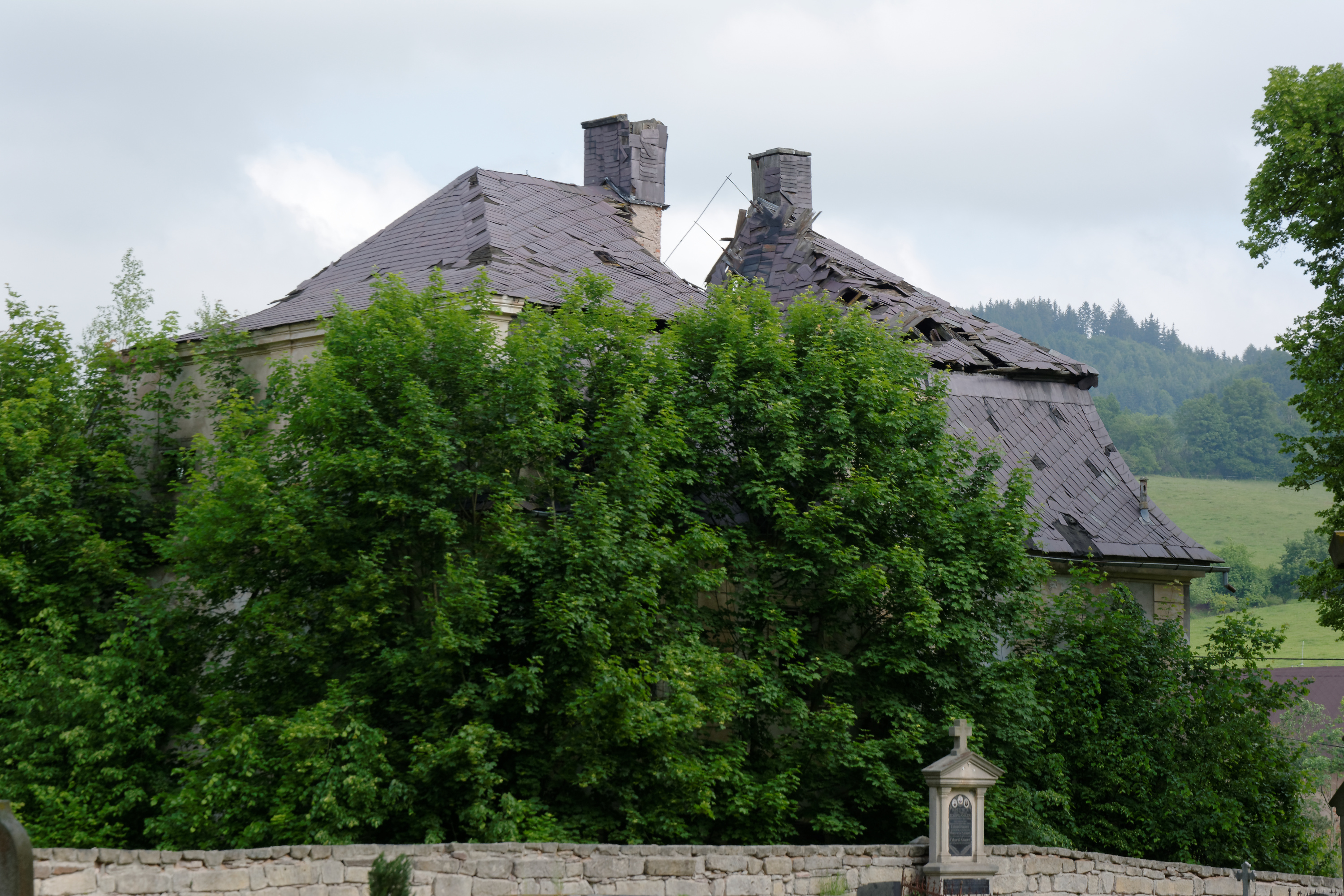
Propadlá střecha objektu (pohled od hřbitova)
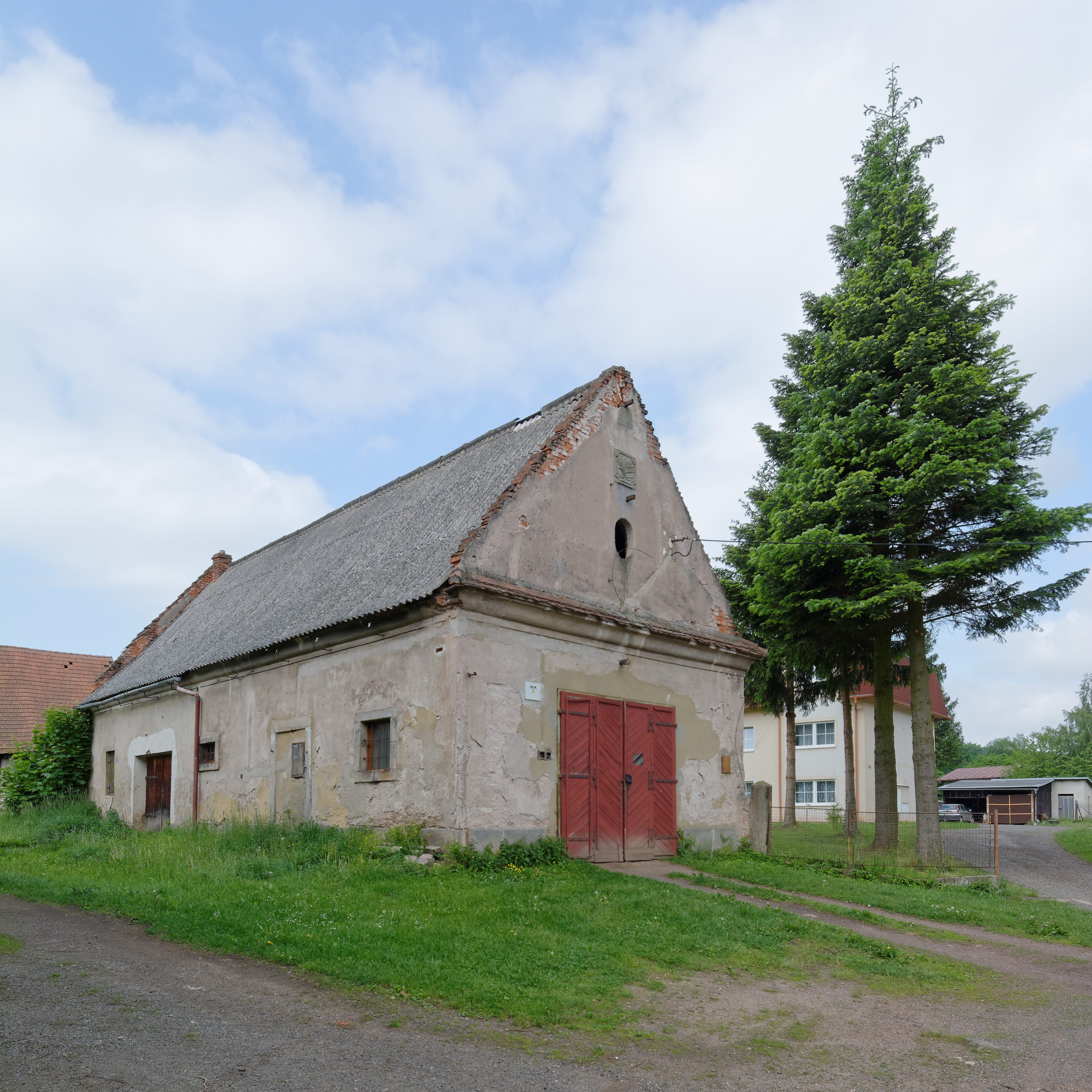
Hospodářská budova vedle fary
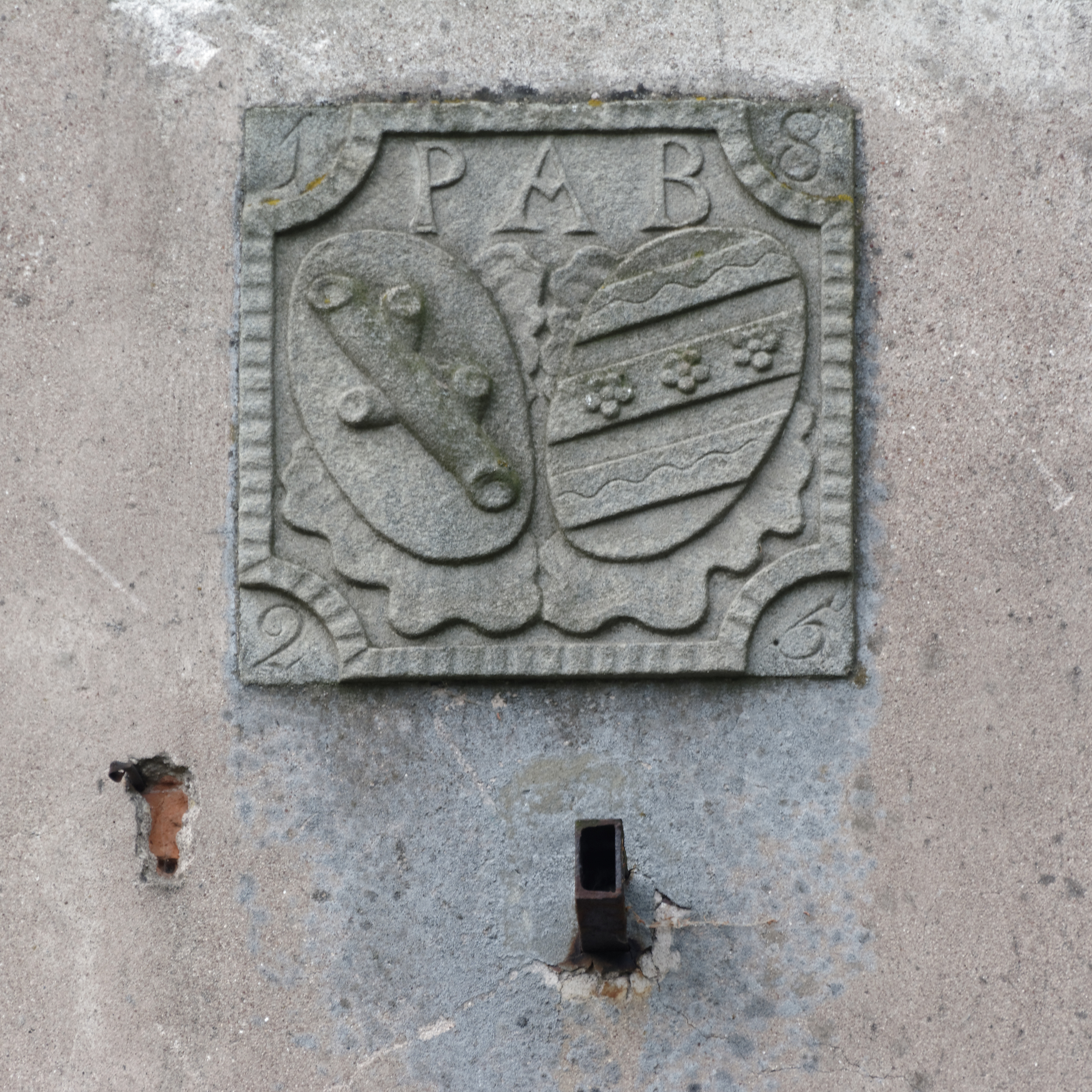
Deska se znaky Břevnovského a Broumovského kláštera s iniciálami PAB (Placidus Abbas Broumovienis) 1826.
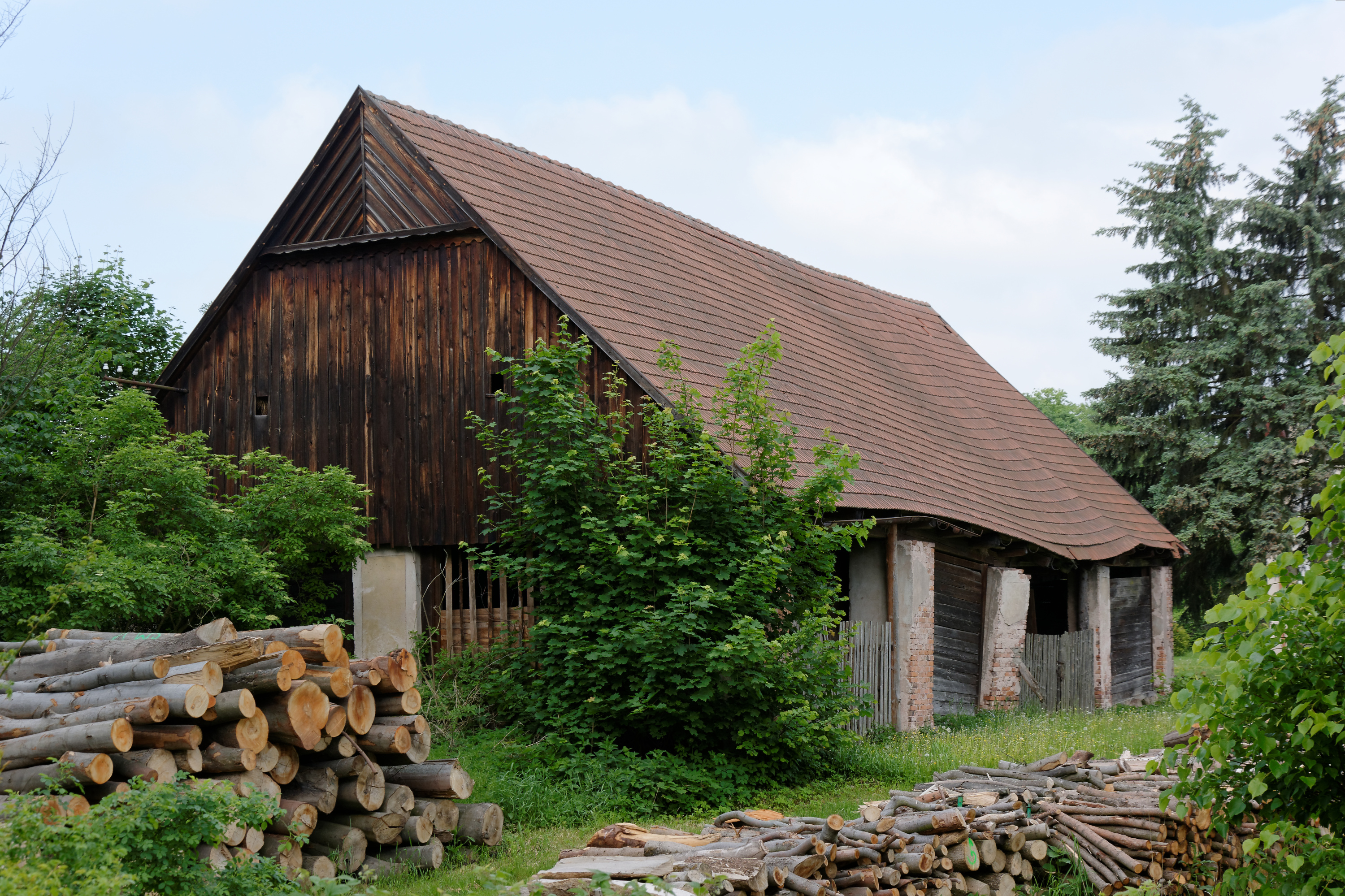
Hospodářská budova za farou